# Linha de Sines
A Linha de Sines, originalmente conhecida como Transversal de Sines e Ramal de Sines (não confundir esta última denominação com a de uma ferrovia desactivada, afluente a esta linha), é uma ligação ferroviária situada na costa sudoeste de Portugal. Une o Porto de Sines com a Linha do Sul (na estação de Ermidas-Sado), num total de pouco mais de cinquenta quilómetros; antes também fazia ligação ao então chamado Ramal de Sines, que terminava na Estação Ferroviária daquela cidade. O primeiro troço da Linha, de Ermidas-Sado a São Bartolomeu da Serra, entrou ao serviço em 9 de Abril de 1927, tendo a via férrea atingido Cumeadas em 1 de Julho de 1929, Santiago do Cacém em 20 de Junho de 1934, e Sines em 14 de Setembro de 1936, concluindo a Linha.

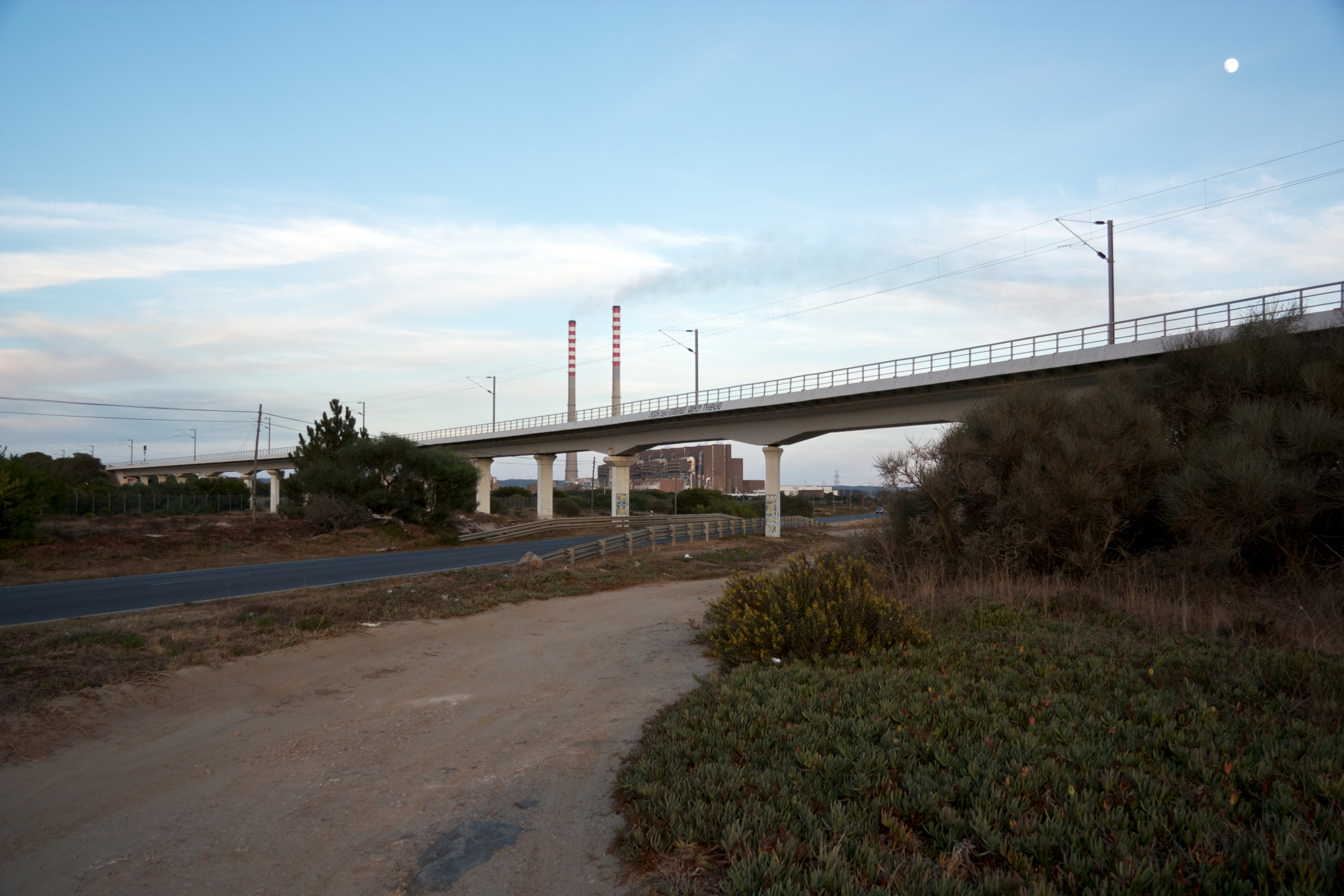
PK 177 da Linha de Sines, em 2012.

## Caracterização

### Percurso
A Linha de Sines é de via única electrificada em Bitola ibérica, com uma tensão de 25 KV 50 Hz, e compreende-se desde a Estação de Ermidas - Sado até ao complexo do Porto de Sines, totalizando 50,688 km. A Concordância de Ermidas, com 0,945 km, liga esta linha à Bifurcação de Ermidas - Sul. Esta via férrea conta com vários ramais, incluindo o Ramal de Sines, que começa na Bifurcação de Sines, no PK 168,113, e termina na antiga estação de Sines, com um comprimento total de 9,494 km, dos quais só 3,195 km é que estão ao serviço, até ao PK 171,308; o Ramal Petrogal - Asfaltos, com 3,870 km, que se inicia no PK 170,669 da Linha de Sines; o Ramal da EDP - Cinzas, que principia no PK 174,713 e tem um comprimento de 1,679 km; o Ramal Raquete, que se insere ao PK 169,230; e o Ramal Terminal XXI, que bifurca na Linha de Sines no PK 177,905. Por sua vez, o Ramal de Sines inclui dois ramais, o Ramal Metalsines, que tem inserções nos PKs 170,670 e 171,291, e o Ramal Petroquimica, com início no PK 171,308. Os Ramais Petrogal - Asfaltos e EDP - Cinzas também estão electrificados.
Tem como estações Ermidas-Sado, Bartolomeu da Serra, Raquete, e o Porto de Sines.

### Sinalização, controlo da velocidade e comunicações
A Linha utiliza cantonamento automático, com bloco orientável, em todo o seu percurso de Ermidas ao complexo portuário, na Concordância de Ermidas, e no Ramal Petrogal - Asfaltos. Em termos de controlo da velocidade, em toda a linha e na Concordância de Ermidas é utilizado o sistema Convel do tipo EBICAB 700. Nas comunicações é empregado o equipamento Rádio Solo TTT CP_N, com transmissão de dados, na totalidade da Linha, na Concordância de Ermidas, e nos Ramais Petrogal - Asfaltos e EDP - Cinzas.

### Material circulante
Na Linha de Sines prestaram serviço várias séries de locomotivas a vapor, automotoras Nohab, e as locomotivas das Séries Série 1300, que rebocaram carruagens B600, 1320, que traccionaram comboios de cinzas, 1500, 1520 e 1900.

## História

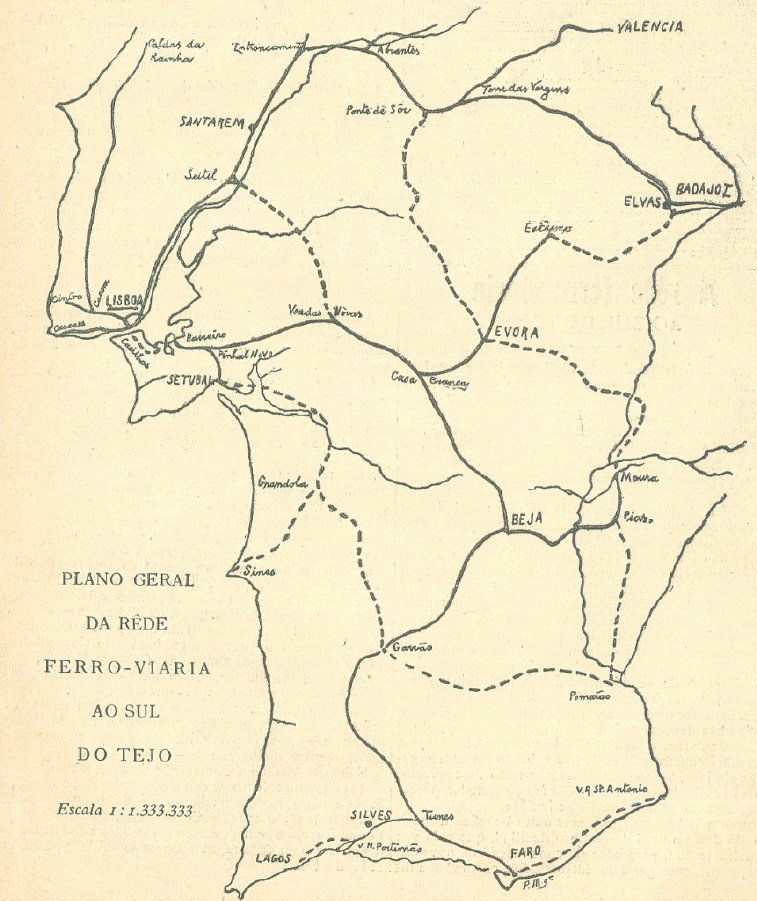
Plano da Rede ao Sul do Tejo. Note-se o projecto original da Linha do Sado, de Setúbal a Garvão, com o Ramal de Sines a sair de Grândola.

### Antecedentes e planeamento
Em 1894, existia um serviço de diligências de Santiago do Cacém com destino ao Poceirão, para apanhar o comboio e seguir até Lisboa, via Barreiro.
Depois da chegada do caminho de ferro a Beja, foi proposta uma linha daquela cidade até ao Porto de Sines, passando por Ferreira do Alentejo e por Santiago do Cacém. Com efeito, nessa época a vila de Sines já se estava a afirmar como um pólo de turismo balnear e um entreposto comercial de certa importância, principalmente no transporte de cortiças.
Em 25 de Novembro de 1887, foi publicada uma portaria que ordenou a abertura de um concurso para a linha férrea de Sines a Beja, que servisse Santiago do Cacém. Este plano foi retomado nos primórdios do planeamento da Linha do Sado, com a finalidade de melhorar as comunicações e escoar a produção da província. Em 1898, foi ordenada a realização dos estudos para a elaboração do Plano Geral da Rede Ferroviária ao Sul do Tejo, tendo a comissão técnica proposto a construção da Linha do Sado, de Setúbal a Garvão. As representações regionais introduziram um ramal que devia começar em Alvalade ou Grândola na Linha do Sado, e terminar até Sines, ligação que era reclamada pelas populações daquela vila e de Santiago do Cacém. Porém, devido à difícil orografia do terreno entre Sines e o vale do Rio Sado, a linha teria possivelmente de ser construída em via estreita, embora a escolha da bitola seria deixada para estudos posteriores. A ligação directa a Beja foi abandonada, uma vez que o seu traçado ficava demasiado próximo da Linha do Sul. O plano para o ramal até Sines foi inserido no Plano da Rede, que foi publicado por um decreto de 27 de Novembro de 1902, tendo a sua construção sido justificada devido à importância de Sines como um centro industrial e porto marítimo. O Ramal de Sines devia passar por Santiago do Cacém, e iniciar-se nas estações de Grândola ou Alvalade, devendo a escolha do ponto inicial ser determinada por estudos futuros.
Em Abril de 1903, o Ministro das Obras Públicas, Conde de Paçô Vieira, apresentou uma proposta de lei que autorizava o governo a construir vários troços, incluindo o ramal para Sines. Esta lei foi aprovada em 1 de Julho de 1903, tendo o ponto inicial da linha para Sines sido firmado em Alvalade, porque este ponto era um dos locais onde seria obrigatória a passagem daquele caminho de ferro. Por outro lado, desta forma seria evitada a passagem pela Serra de Grândola, além que este novo percurso era considerado de construção relativamente económica, sendo apenas os últimos 8 km do lanço entre Ermidas e Santiago do Cacém mais dispendiosos.
Uma lei de 27 de Outubro de 1909 autorizou a construção da Linha de Sines, que devia ser iniciada após a Linha do Sado ser concluída. No entanto, a Implantação da República e as dificuldades económicas que se seguiram, exacerbadas pela Primeira Guerra Mundial, atrasaram consideravelmente o processo, pelo que o financiamento só foi garantido pela Lei n.º 731, publicada em 5 de Julho de 1917, e pelo Decreto n.º 4811, de 31 de Agosto de 1918, que autorizaram o Director Geral dos Transportes Terrestres a contrair empréstimos para as obras na Linha do Sado e nos troços anexos, incluindo o Ramal de Sines. Entre os principais impulsionadores da construção da linha, encontrou-se o Comandante Coronel Ramos da Costa, deputado por Santiago do Cacém e chefe do gabinete do Ministro do Comércio e Comunicações, que assinalou a necessidade de um caminho de ferro para esta região, e solicitou que fosse construído. Outro defensor deste empreendimento foi o professor António Maria de Vilhena, que escreveu, no seu livro Ramal de Sines, que se encontrou no dia 7 de Abril de 1919 com José Francisco Arrais Beja da Costa, Domingos Pablo, Ramos da Costa, para uma entrevista com o Director dos Caminhos de Ferro do Sul e Sueste acerca do Ramal de Sines. posteriormente, António de Vilhena e Ramos da Costa encetaram várias diligências para promover a construção do Ramal, tendo o Coronel Ramos da Costa, que era deputado por Santiago do Cacém e chefe do gabinete do Ministro do Comércio e Comunicações, pedido a instalação da linha, alegando a necessidade de um corredor ferroviário naquela região.
Além dos planos oficiais, também houve tentativas privadas de construir caminhos de ferro até Santiago do Cacém e Sines. Em 1897, um alvará do Ministério das Obras Públicas autorizou o Barão de Matosinhos a construir três linhas férreas no Alentejo do tipo americano, utilizando tracção a vapor, uma das quais aproveitaria a Estrada Real n.º 50 de Sines até Santiago do Cacém, e a Estrada Distrital n.º 179 de Alcácer do Sal até à Estação de Casa Branca, passando por Pinheiro e Montemor-o-Novo. Em 16 de Maio de 1903, a Gazeta dos Caminhos de Ferro noticiou que tinha sido entregue no Ministério das Obras Públicas um requerimento para construir um caminho de ferro do tipo americano, com tracção mecânica, animal ou eléctrica, para ligar Sines a Beja, utilizando o leito das estradas reais n.º 73 e 74.

### Construção e inauguração

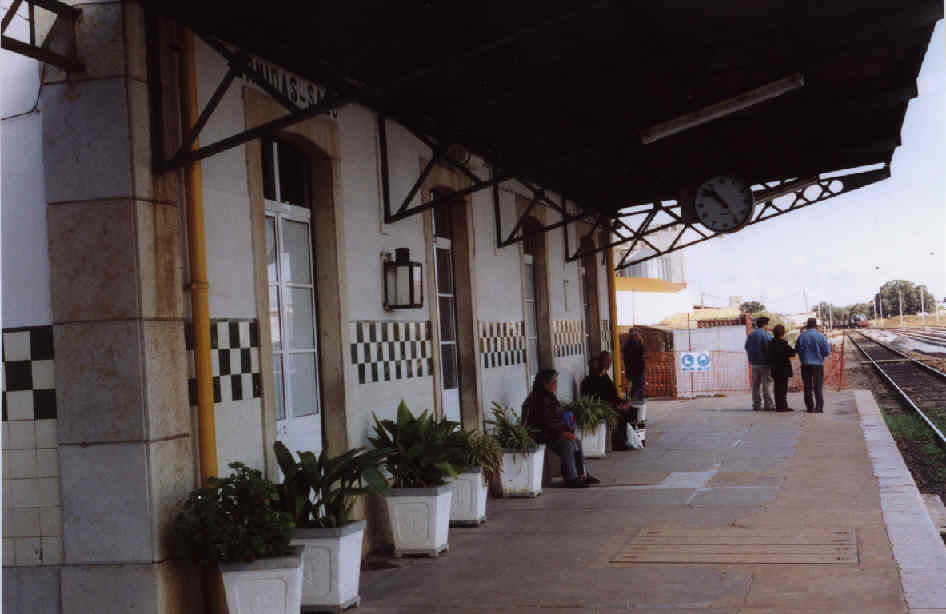
Estação de Ermidas, em 2003.

#### Troço de Ermidas a São Bartolomeu
O lanço da Linha do Sado entre Alvalade e Lousal foi aberto à exploração em 1 de Agosto de 1915, possibilitando o início das obras da linha de Sines. A construção iniciou-se em 6 de Dezembro de 1919, a partir da estação de Estação de Ermidas-Sado, que tinha sido entretanto escolhida como ponto inicial da linha. O Decreto 12:400, de 30 de Setembro de 1926, transferiu para o Ramal de Sines a importância de 2:300.000$000, retirada dos fundos destinados à continuação da Linha de Évora a Ponte de Sor além de Mora, devendo este valor ser empregue no assentamento de 22 Km de via, que há três anos que estava suspenso, e nas obras mais urgentes no ramal, incluindo a construção de um túnel e o desvio da estrada de Sines. Neste período, calculava-se que em breve estariam concluídos cerca de cinco quilómetros do ramal.
As obras prossseguiram rapidamente, tendo o primeiro lanço, até São Bartolomeu da Serra, sido inaugurado em 8 de Abril de 1927 e entrado ao serviço no dia seguinte. Entre os convidados na cerimónia de inauguração, estava o Coronel Ramos da Costa, e o presidente Óscar Carmona.

#### Troço de São Bartolomeu a Cumeadas

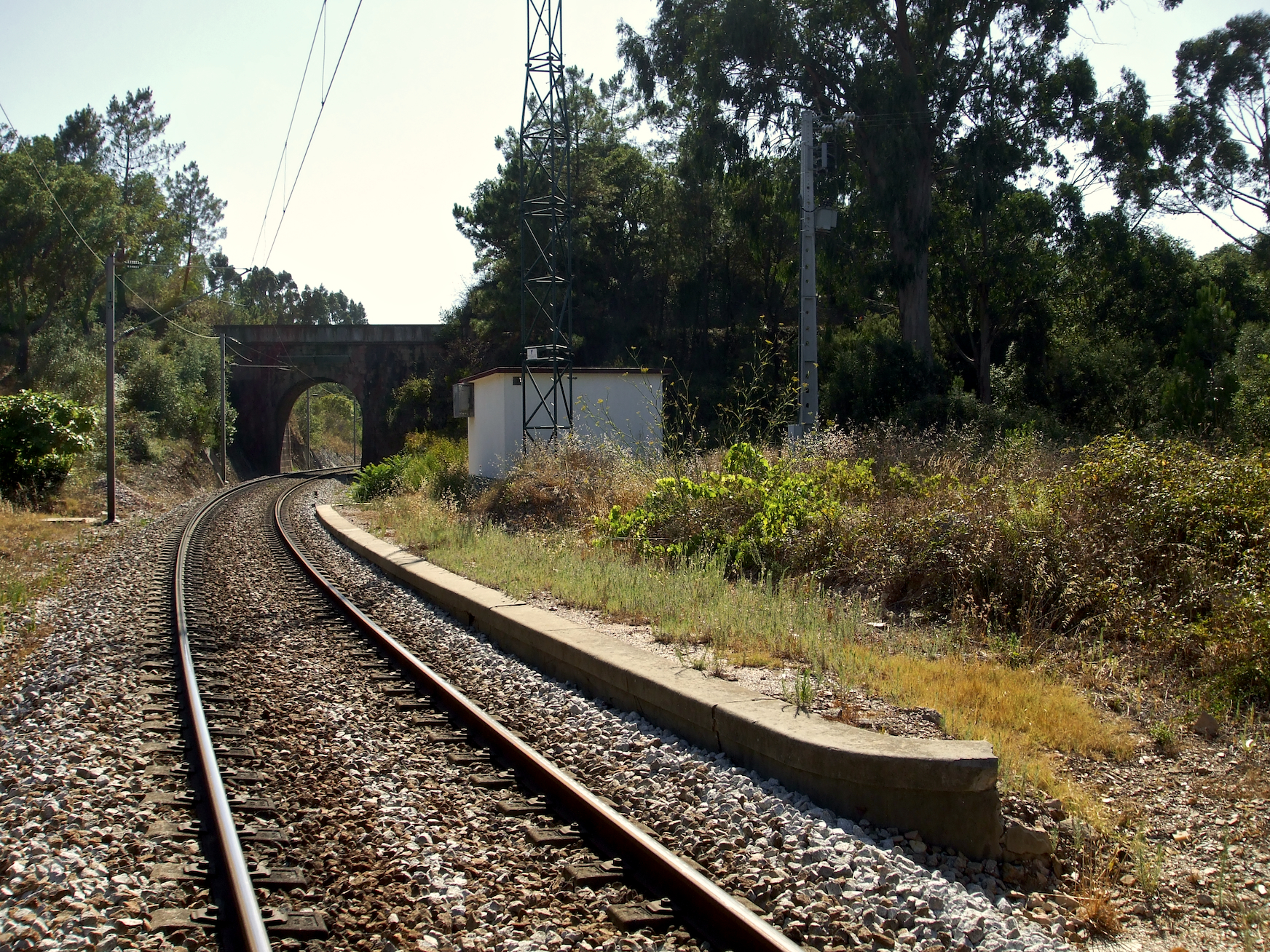
Antigo Apeadeiro de Cumeadas, em 2008.

Em 11 de Maio de 1927, a Administração dos Caminhos de Ferro do Estado, que estava a construir esta linha, foi integrada na Companhia dos Caminhos de Ferro Portugueses. Enquanto que o primeiro lanço da linha, até São Bartolomeu da Serra, foi construído em terrenos considerados fáceis, o tramo seguinte da linha, até Santiago do Cacém, já era considerado mais difícil, devido à acidentada orografia do terreno, que forçou à execução de grandes aterros e à planeada construção de um túnel nas Cumeadas, atrasando os trabalhos. A natureza xistosa do terreno obrigava à realização de dispendiosas enterrações e revestimentimentos para a construção do túnel, pelo que se escolheu uma solução alternativa, através da abertura de uma grande trincheira ao quilómetro 27,300. Esta trincheira foi a que teve a maior cota de trabalho até então nos caminhos de ferro em Portugal, tendo sido necessárias duas escavadoras mecânicas para desmontar os cerca de 148.000m³ de terra, o que demorou cerca de quinhentos dias. Os trabalhos na Linha estavam a ser feitos pela Divisão de Construcções da Direcção Geral de Caminhos de Ferro, e financiados pelo Fundo Especial de Caminhos de Ferro. A direcção das obras estava a cargo do director da Divisão, o engenheiro Rodrigo Monteiro, auxiliado pelo sub-chefe, o engenheiro Júlio José dos Santos, enquanto que a inspecção até Ortiga foi feita pelo engenheiro Caetano Ribeiro, e deste ponto até Santiago do Cacém pelo engenheiro Manuel Machado Júnior. Outro engenheiro que também participou na construção da linha foi Costa Serrão.
Ao mesmo tempo, foi desviado o traçado da estrada para Grândola, que passou a atravessar a linha numa passagem superior. A obra foi concluída em Maio de 1929. Na construção dos aterros de maior cota, foi empregue um sistema já muito usado nos Estados Unidos da América, no qual era instalada uma via férrea provisória sobre cavaletes de madeira, na qual circulavam comboios que descarregavam a terra. O lanço até ao PK 156,4, no Apeadeiro de Cumeadas, entrou ao serviço em 1 de Julho de 1929.

#### Troço de Cumeadas a Santiago
Nos inícios da década de 1930, calculava-se já que a linha para Sines seria deficitária, com um tráfego demasiado reduzido para compensar os custos de construção. A procura de passageiros seria fraca, uma vez que na zona já se utilizavam em larga escala os transportes automóveis, e também não se esperava um grande movimento de mercadorias até chegar a Sines, uma vez que a região tinha uma economia baseada na agricultura, especialmente a cortiça, e na mineração, indústrias que então estavam em crise. Porém, esperava-se que a chegada a Santiago do Cacém reduzisse a concorrência do automóvel, uma vez que aquela vila passaria a ter estação própria e deixaria de utilizar a de São Bartolomeu da Serra, situada a uma distância de dez quilómetros pela estrada. Além disso, o caminho de ferro facilitaria o transporte de adubos, possibilitando o desenvolvimento da agricultura na região até ao Cercal. Os efeitos da concorrência do transporte rodoviário não se fizeram sentir só naquela região, tendo os caminhos de ferro nacionais conhecido um forte decréscimo a partir dos inícios da década de 1930 devido à expansão dos automóveis, deteriorando os recursos financeiros das companhias e coarctando fortemente os planos para novos corredores ferroviários, tendo a linha para Sines sido um dos poucos empreendimentos previstos pelo Plano da Rede de 1930 a serem construídos.
Em Janeiro de 1932, já se encontrava quase concluído o lanço até Santiago do Cacém, e já se estava a trabalhar no tramo seguinte, até Sines. Nos princípios de 1933 continuou-se a trabalhar no troço até Sines, e em Maio desse ano já estavam totalmente construídas as estações de Abela - São Domingos, São Bartolomeu da Serra e Santiago do Cacém, e tinham sido iniciadas as obras na Estação de Sines e no Apeadeiro de Ortiga. Nesse ano, ainda se trabalhava no lanço de Cumeadas a Santiago do Cacém. Em 1934, o ritmo das obras foi muito reduzido, tendo-se apenas conseguido fazer a linha chegar até Santiago do Cacém, que entrou ao serviço em 20 de Junho de 1934, e foi inaugurada no dia seguinte, numa cerimónia em que participou o Ministro das Obras Públicas, Duarte Pacheco, entre outras individualidades da administração e dos caminhos de ferro nacionais. Em finais desse ano, uma comissão das Câmaras Municipais de Santiago do Cacém, Sines, Grândola e Alcácer do Sal estiveram com o presidente do Conselho de Administração da Companhia dos Caminhos de Ferro Portugueses, Vasconcelos Correia, para lhe agradecer a abertura da linha até Santiago do Cacém, a introdução dos comboios expressos desde aquela estação até Lisboa, e a redução nas tarifas.

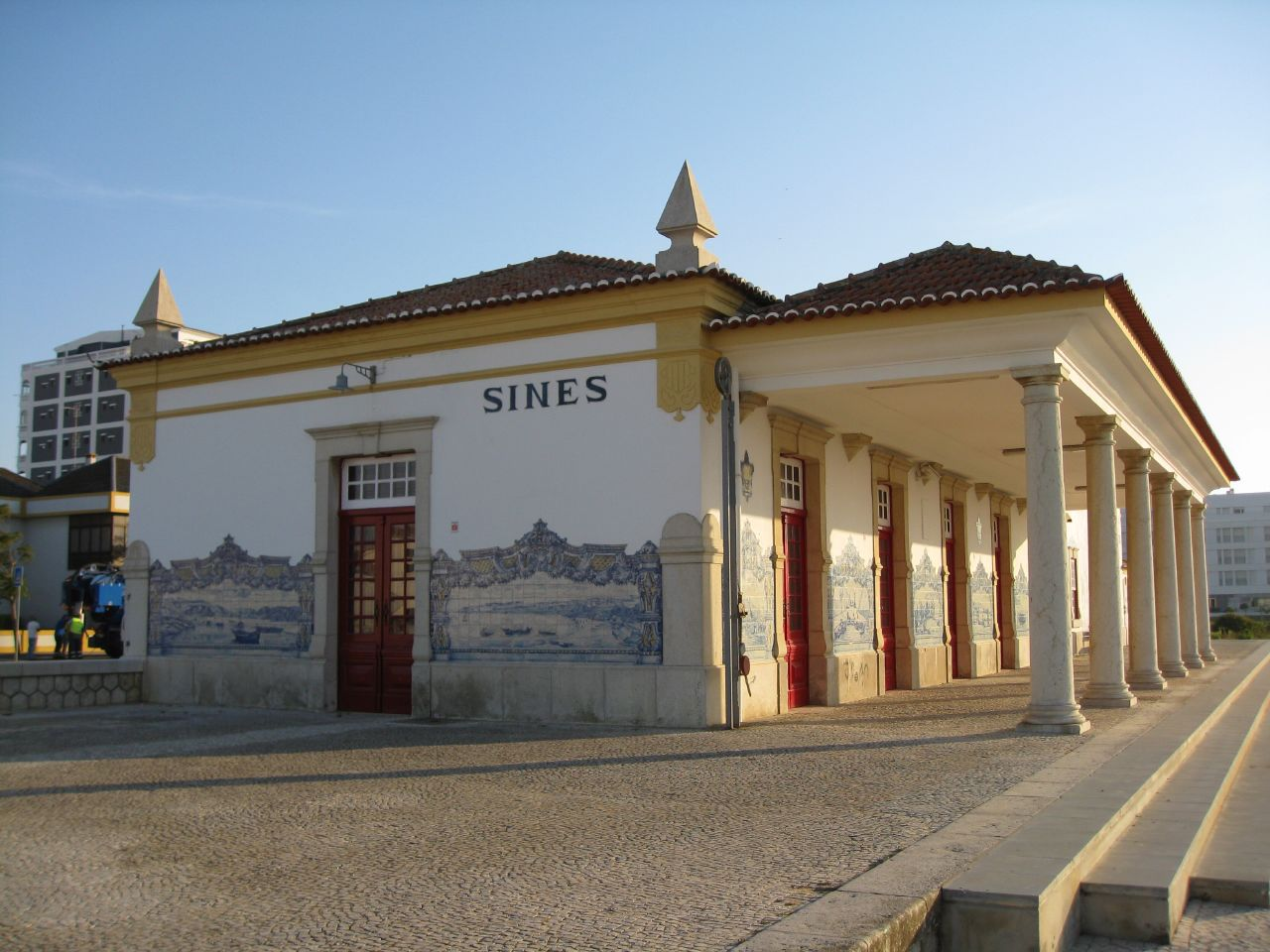
Antigo edifício da estação de Sines, em 2006.

#### Troço de Santiago a Sines
Em Dezembro de 1930, já tinha sido autorizada a construção da 4.ª secção do Ramal de Sines. Quando foi inaugurado o lanço até Santiago do Cacém, previa-se que a linha iria atingir Sines em cerca de um ano e meio. Vilhena relatou que, para a construção, foram pedidos carris e outros componentes à Itália, encomenda que foi comprometida devido às sanções contra aquele país, na sequência da Segunda Guerra Ítalo-Etíope.
Em Agosto de 1936, os trabalhos até Sines estavam muito adiantados, pelo que diversas entidades privadas e públicas, incluindo a Câmara Municipal, já tinham organizado vários festejos para aquele evento, para o qual foram convidados o chefe do governo, Óscar Carmona, e o Ministro das Obras Públicas. Em 4 de Setembro, o governo ordenou a formação de uma comissão para averiguar se o troço até Sines podia ser provisoriamente aberto à exploração. Aquele organismo, constituído pelos engenheiros Hermínio Soares da Costa e Sousa, Luiz da Costa e João Exaltação Cunha, entregou um parecer positivo, tendo o governo autorizado a abertura provisória em 9 de Setembro. O lanço até Sines foi inaugurado de forma festiva em 14 de Setembro de 1936, tendo sido organizado um comboio especial, que saiu do Barreiro às 9 horas e 30 minutos, e que foi recebido na gare de Sines pela Comissão Administrativa da Câmara Municipal de Sines e outros elementos oficiais, e por uma multidão.
Com a abertura do novo troço, todos os comboios que serviam Santiago do Cacém foram prolongados até Sines. Originalmente, este lanço apenas incluía, além da estação de Sines, um apeadeiro em Ortiga. O ramal ainda não servia o porto de Sines, uma vez que as obras de construção ainda se tinham iniciado. Com a sua inauguração, o Ramal de Sines ficou com uma extensão aproximada de 49,5 Km. Aquando da inauguração até Sines, o jornal Diário do Alentejo recordou o projecto para unir Sines a Beja, afirmando que desta forma a nova linha poderia servir melhor o Baixo Alentejo, ao permitir o escoamento dos produtos para o porto, beneficiando assim a região e ao mesmo tempo aumentando a sua rendibilidade.
No relatório do Fundo Especial de Caminhos de Ferro relativo a 1938, é mencionado que houve uma despesa de 153.743$26 com a construção do Ramal de Sines, e 15.003$64 em obras complementares. Em Outubro de 1939, a CP suprimiu um grande número de comboios em toda a rede, incluindo no Ramal de Sines, devido ao início da Segunda Guerra Mundial. Ainda na década de 1930, levou-se a cabo um programa de substituição de pontes metálicas, que também abrangeu o Ramal de Sines.

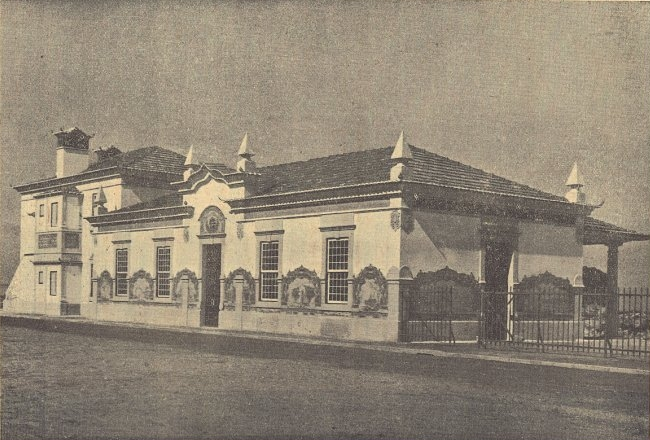
Estação de Santiago do Cacém, durante as obras de construção.

### Ligações projectadas a Lagos, Beja e Aljustrel

#### Ligação a Odemira e Lagos
Já em 1877, Sousa Brandão preconizava a construção de uma linha que saísse do Pinhal Novo ou Poceirão e terminasse em Lagos, passando por Santiago do Cacém e Odemira. A comissão formada em 1898 para estudar o Plano da Rede ao Sul do Tejo também incluiu uma linha de via estreita de Santiago do Cacém a Lagos, via Odemira e Aljezur, para desenvolver as actividades agrícolas e mineiras naquela região, embora tenha considerado que este caminho de ferro seria de importância secundária, e provavelmente seria o último a construir no Plano da Rede.
Em 18 de Abril de 1926, o jornal Correio do Sul reportou que «nas estações superiores dos Caminhos de Ferro do Sul e Sueste» se estava a ponderar o prolongamento do caminho de ferro a partir de Lagos, passando por Sagres, Sines e Santiago do Cacém, e terminando na Linha do Vale do Sado. Em 1927, foi ordenada a revisão do Planos da Rede Ferroviária, tendo a comissão responsável reavivado a proposta de ligar Santiago do Cacém a Lagos, desta vez separada em duas linhas, uma de Lagos por Odemira a Amoreiras-Odemira, e outra, em via estreita, de Odemira até Santiago do Cacém. No entanto, apenas a primeira linha foi classificada, quando o Plano da Rede foi publicado; ainda assim, devido a várias influências, ordenou-se a realização dos estudos para o troço de Santiago do Cacém a Odemira.

#### Ligação a Beja

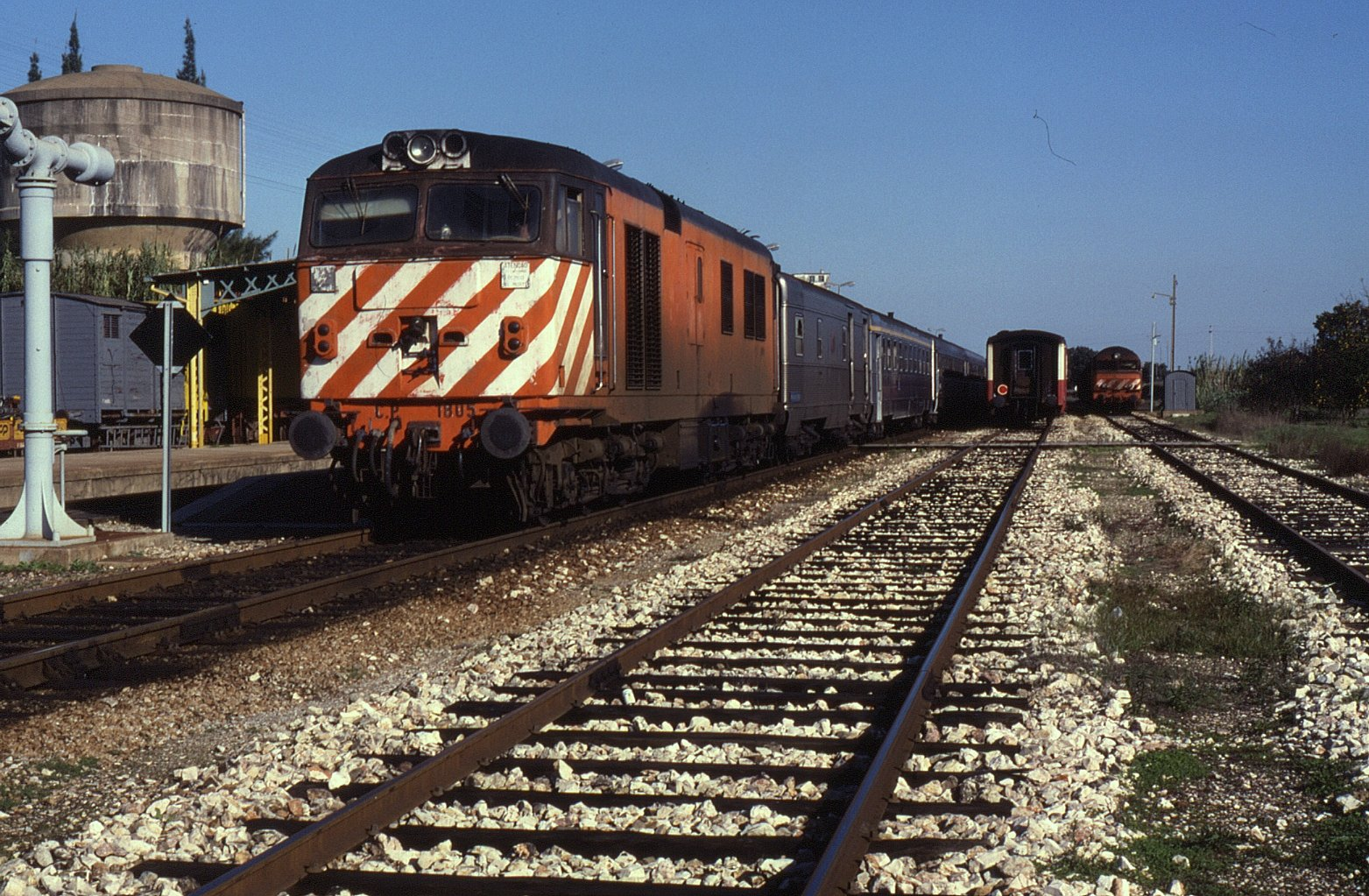
Estação de Ermidas - Sado, em 1990.

Como já foi referido, a ligação até Beja foi preconizada desde os primeiros tempos do planeamento do caminho de ferro para Sines, tendo as diligências para a sua instalação continuado após o início das obras da Linha. Com efeito, em Outubro de 1920 já se tinha ordenado a realização dos estudos para o troço de Ermidas até Beja, que já estavam concluídos em Novembro de 1926. Em finais de 1926, uma comissão, acompanhada pelo Governador Civil de Beja, esteve com o Ministro do Comércio, para requisitar que no contrato de arrendamento dos Caminhos de Ferro do Estado fosse incluída uma cláusula que obrigasse a empresa arrendatária a construir o projecto de Ermidas até Beja. Em 14 de Dezembro, foi feita uma reunião com várias entidades públicas e privadas interessadas na construção de diversas linhas, incluindo a continuação do Ramal de Sines até Beja.
No Plano Geral da Rede Ferroviária, introduzido pelo Decreto 18:190, de 28 de Março de 1930, ficou estabelecido que o troço de Ermidas a Sines seria parte da Transversal da Sines, que ligaria Sines a Beja, passando por Ferreira do Alentejo. Aquando da inauguração até Sines, o jornal Diário do Alentejo recordou o projecto para unir Sines a Beja, afirmando que desta forma a nova linha poderia servir melhor o Baixo Alentejo, ao permitir o escoamento dos produtos para o porto, beneficiando assim a região e ao mesmo tempo aumentando a sua rendibilidade. Na sessão de 17 de Abril de 1948 da Assembleia Nacional, o engenheiro Mira Galvão fez um discurso sobre as ligações ferroviárias no Distrito de Beja, tendo defendido o projecto de Ermidas a Beja, passando por Beringel e Ferreira do Alentejo, argumentando que esta via férrea melhoraria o acesso às praias de Sines, e desenvolveria o transporte de produtos agrícolas e regionais na região, especialmente na zona entre Ferreira e Sines, que tinha problemas de comunicações.

#### Ligação a Aljustrel
Já quando o Ramal de Aljustrel entrou ao serviço, em 2 de Junho de 1929, estava planeada o seu prolongamento até à Transversal de Sines. Em 1932, o Governador Civil de Beja e o presidente da Câmara de Aljustrel estiveram em reunião com o Ministro das Obras Públicas, para pedir que este autorizasse a instalação de um ramal entre Aljustrel e Ermidas - Sado, de forma a que as minas, que estavam em risco devido aos elevados custos de transporte, poderiam continuar em exploração, além que a construção daquele caminho de ferro iria empregar os mineiros que se encontravam sem trabalho. Em 1952, o jornalista José de Guerra Maio defendeu a construção desta linha, não só por facilitar o transporte dos minérios de Aljustrel, mas também porque permitiria estabelecer uma linha transversal ao longo do Alentejo, desde Moura até Sines, o que beneficiaria a economia da região.

### Declínio do tráfego de passageiros
Como se previa, o tráfego no Ramal sofreu com a forte concorrência com o transporte rodoviário, agravada pelas deficiências que o caminho de ferro tinha em relação à estrada; por exemplo, em 1950, a viagem de Lisboa a Sines, num total de 179 Km mais a travessia do Rio Tejo, só se fazia por um comboio, que partia da capital às 21 horas e 40 minutos e chegava a Sines às 4 horas e 5 minutos do dia seguinte, demorando 6 horas e 25 minutos, enquanto que entre Cacilhas e Sines existiam diariamente dois autocarros, levando apenas cinco horas, permitindo a ida e volta no mesmo dia. Em 1951, foi criado um serviço entre o Barreiro a Sines, utilizando automotoras. Em 25 de Abril de 1963, a Companhia dos Caminhos de Ferro Portugueses reduziu os preços da tarifa geral em 20% nos bilhetes para os percursos de Lisboa - Terreiro do Paço ao Ramal de Sines, para tentar reduzir os efeitos da concorrência. Mesmo assim, a queda no tráfego de passageiros continuou, tendo-se acentado após a abertura da Ponte Salazar, levando à suspensão do serviço directo para o Barreiro.

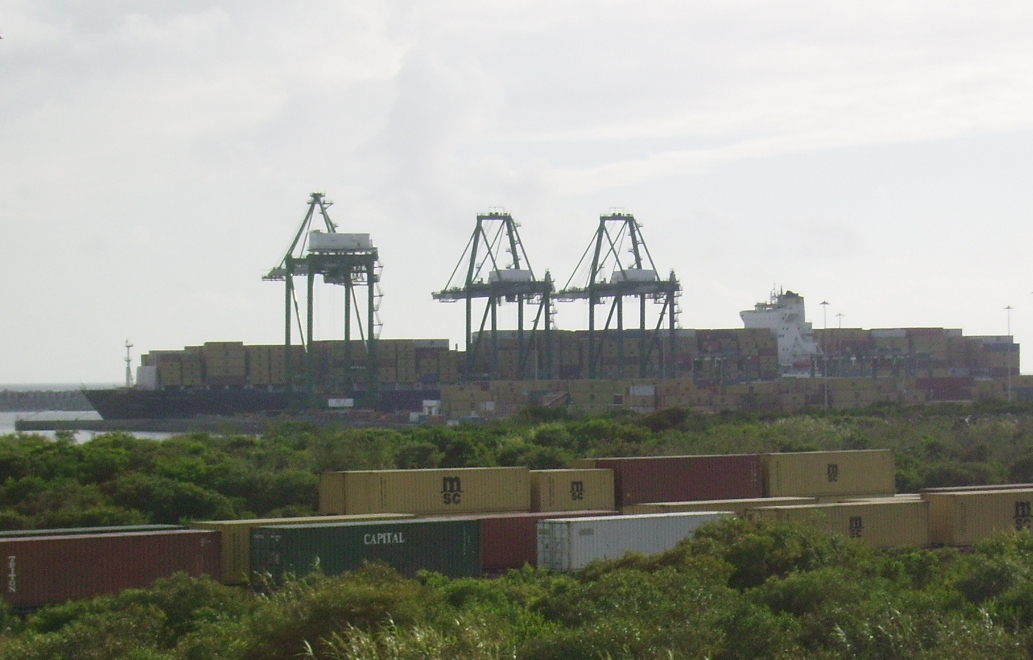
Terminal de contentores do Porto de Sines.

### Projecto do Porto de Sines
Na década de 1970, iniciou-se o programa para a instalação de um complexo industrial e de um terminal marítimo em Sines, que também contemplava os acessos ferroviários. Entre os empreendimentos a concretizar, estava a construção de uma nova linha para Sines, e de vários acessos ao porto e às novas indústrias. A nova linha teria cerca de 80 Km de comprimento, iniciando-se no Poceirão, teria via dupla desde este ponto até ao Pinheiro, e continuaria até ao antigo ramal de Sines, no qual entroncaria ao PK 168,95. A finalidade era estabelecer comunicações ferroviárias com o Porto de Sines e facilitar o transporte de carburantes e produtos petrolíferos desde o complexo petroquímico, então em construção, até às centrais termoeléctricas do Carregado e Setúbal. A nova linha também poderia ser utilizada para passageiros, e permitiria velocidades na ordem dos 200 Km/h. Calculava-se, igualmente, que o tráfego de mercadorias em Portugal por via férrea seria duplicado em cerca de quatro anos, devido à expansão do complexo industrial de Sines. Porém, só foi construído o primeiro lanço, do Poceirão a Águas de Moura.
Em Março de 1975, o governo já tinha aprovado os fundos necessários para as novas ligações ferroviárias, num valor superior a 2 mil milhões de escudos. Nos finais da década de 1970, foram construídos os ramais para os diversos pólos industriais, tendo esta obra sido uma das primeiras realizadas pela empresa Caminhos de Ferro Portugueses após a sua nacionalização, na sequência da Revolução de 25 de Abril de 1974. O ramal também foi utilizado no transporte de materiais para a construção do complexo de Sines, especialmente cimento a granel, tendo sido instalado um terminal provisório junto à estação de Sines, numa zona que foi posteriormente urbanizada. Foi construída uma raqueta para a reversão dos comboios, e um ramal para a Refinaria, que originalmente começava no PK 168,100, e outro para a petroquímica, com inserção no PK 171,800 da Linha.
Em 1977, previa-se que as obras de expansão do Porto de Sines e da refinaria estivessem concluídas até ao final desse ano. Em 1979, já estavam em curso as obras de construção da nova linha para Sines. Também em 1979, a CP adquiriu 13 locomotivas Alsthom especificamente para rebocar os comboios de vagões cisterna Zaes, para transportar o Fuel óleo desde a Refinaria de Sines até à Central termoeléctrica do Carregado, devido à suas características, apropriadas para o difícil perfil da Linha de Sines. No entanto, a Crise do petróleo, entre outras circunstâncias, forçaram o governo a reduzir substancialmente o investimento no complexo de Sines, junto com o facto do transporte do combustível para o Carregado ter sido feito principalmente de barco e apenas algumas vezes por via férrea, reduziram a necessidade das locomotivas da Série 1900 e dos vagões Zaes, que foram libertados para outros serviços no resto da rede nacional.

### Modernização
Entre 1988 e 1994, foi introduzido o Plano de Modernização e Reconversão dos Caminhos de Ferro, que procurou a definição de um quadro de referência para os investimentos na rede ferroviária portuguesa, de forma a proceder à sua modernização; no âmbito deste programa, estava integrado o itinerário dos granéis, denominação dada ao serviço do transporte por via férrea do cobre da Mina de Neves Corvo até ao Porto de Setúbal, e do carvão desde o Porto de Sines até à Central do Pego. Em 1990, foi aberto o concurso para o Sistema Integrado de Sinalização do Sul (SISSUL), que tinha como objectivo modernizar a sinalização nas linhas que integravam o chamado Itinerário do Carvão, de Ermidas Sado até à Central Termoeléctrica do Pego, prevendo-se que este plano fosse posteriormente alargado até Sines. Em 1991, após vários problemas de construção, foi concluída a ligação ferroviária até ao Porto de Sines para permitir o transporte do carvão, serviço que foi iniciado em 1992, utilizando composições de 25 vagões 933.0 da EDP, rebocados inicialmente pelas locomotivas da Série 1900 em dupla tracção, que passava a tripla tracção no troço de Santiago do Cacém a Ermidas-Sado, devido às características da Linha nesse troço, com pendentes que atingiam uma ordem de 21 por mil. Previa-se que futuramente, com a electrificação da linha, seriam utilizadas as locomotivas da Série 5600.
Enquanto isso, planeava-se o desenvolvimento da central térmica, que se esperava atingir os quatro grupos geradores. Porém, a política energética nacional foi entretanto modificada, e as metas foram reduzidas, tendo-se garantido um valor na ordem das 600 mil toneladas por ano, que seria consolidado com a entrada do segundo grupo, num transporte que atingiu 1.200 mil toneladas em 1996. Para a modernização destes itinerários, foi necessária a introdução de novos modelos e novas técnicas de exploração, destacando-se a consolidação do uso dos comboios bloco especializados que empregavam as cargas máximas, com tracção dupla e tripla, para aumentar a racionalização e produtividade dos meios. Além de novas técnicas de exploração, também se estabeleceram modernas tecnologias de sinalização e telecomunicações, que tornaram  possível incrementar a capacidade das infra-estruturas, e a instalação do Comando Centralizado de Tráfego, que traria maiores padrões de segurança, e aumentaria a produtividade e a regularidade dos serviços. Além disso, este empreendimento não beneficiou apenas o transporte do carvão, tendo desenvolvido os acessos ferroviários ao Porto de Sines, criando potencialidades para novos mercados e alargando consideravelmente o seu Hinterland. O Comando Centralizado de Táfego estava a ser instalado em 2001, substituindo o antigo sistema de cantonamento telefónico.
Inicialmente, apenas se electricou a Linha do Sul, tendo a electrificação dos troços entre o Porto de Sines e a Central Eléctrica do Pego sido concluída em 2002. Nesse ano, estava ponderada a hipótese do Ramal Metalsines ser prolongado até ao complexo petroquímico, caso fosse necessário, e a raqueta, construída originalmente para possibilitar a reversão do material, não estava a ser utilizada neste sentido, servindo essencialmente para estacionamento de vagões. O Ramal de Sines estava fora de serviço além das agulhas de inserção da Metalsines, tendo os carris sido arrancado em vários pontos. Em Janeiro de 1990, foram encerrados os serviços de passageiros na linha, ficando apenas com comboios de mercadorias. O Ramal de Sines viria a ser removido formalmente, pela entidade reguladora, da rede em exploração apenas em 2012.
Em 2001, fazia-se o transporte de cinzas da central eléctrica de Sines com destino às cimenteiras de Loulé e Souselas, do gasóleo da Refinaria para o Barreiro, normalmente realizado às Terças-feiras, dos resíduos de combustível da Petrogal para a Quimigal, que utilizavam os vagões Zaes originais, e de carvão para Souselas e a Central do Pego, sendo este último o principal comboio nessa altura, realizando cinco vezes por dia em cada sentido. Anteriormente, também foram feitos outros serviços de mercadorias, como os polímeros, que foram terminados quando a Petroquímica de Sines foi vendida.

### Projecto de ligação a Badajoz
Em Outubro de 2003, estavam planeados três corredores multimodais ferroviários entre Portugal e Espanha, sendo um deles de Sines a Badajoz, com cerca de 200 km, em via dupla. Esta linha, destinada apenas ao transporte de mercadorias, aumentaria o tráfego de Lisboa e Setúbal com o centro de Espanha, e potenciaria o Porto de Sines, prevendo-se que estaria concluída em 2015. Neste período, já se tinham começados as análises entre os custos e benefícios e os estudos técnicos e do impacto do empreendimento, calculando-se que este iria custar cerca de 700 milhões de Euros. Em 2006, foi noticiado que a Linha Sines - Badajoz iria ser electrificada e construída com travessas de bitola variável, prevendo-se a sua conclusão em 2020, em bitola ibérica, que seria posteriormente modificada para bitola universal, sendo desta forma o projecto piloto de uma futura reconversão da rede ferroviária portuguesa. Em 2019, a expectativa da Infraestruturas de Portugal era que a nova linha estivesse terminada em Dezembro de 2023.

### Década de 2010
Em Fevereiro de 2014, uma ambulância dos bombeiros de Santiago do Cacém foi colhida por um comboio numa passagem de nível sem guarda, na área da Quinta da Ortiga, tendo este acidente provocado um ferido grave.